# Mykoła Spynuł
Mykoła Spynuł (ukr. Мико́ла Спину́л, ur. 5 grudnia 1867 – zm. 1928 w Wiedniu) – ukraiński działacz polityczny i społeczny Bukowiny, pedagog, dziennikarz.
Z zawodu nauczyciel, był później inspektorem szkół ludowych w powiecie Waszkiwcy. W latach 1907–1918 był posłem do parlamentu austriackiego, oraz w latach 1911–1918 posłem do Sejmu Krajowego Bukowiny, reprezentującym partię narodowo-demokratyczną.
Był aktywnym uczestnikiem przejęcia władzy na Bukowinie przez Ukraińców w listopadzie 1918. W 1919 był konsulem Zachodnioukraińskiej Republiki Ludowej w Wiedniu. Następnie w 1928 roku powrócił do Czerniowiec, gdzie zmarł.